# Volta a Bèlgica 2024
La Volta a Bèlgica 2024, 93a edició de la Volta a Bèlgica, es disputà entre el 12 i el 16 de juny de 2024 sobre un recorregut de 748,9 km repartits en cinc etapes. La cursa formava part del calendari de l'UCI ProSeries 2024, amb una categoria 2.Pro.
El vencedor final fou el noruec Søren Wærenskjold (Uno-X Pro Cycling Team). Mathias Vacek (Lidl-Trek) i Alex Aranburu (Movistar Team) completaren el podi.

## Equips participants
L'organització convidà a 24 equips a prendre part en aquesta edició.
| WorldTeams (9)- Alpecin-Deceuninck - Arkéa-B&B Hotels - Decathlon-AG2R La Mondiale - Intermarché-Wanty - Lidl-Trek - Movistar Team - Soudal Quick-Step - Team dsm-firmenich PostNL - Team Visma \| Lease a Bike ProTeams (9)- Bingoal WB - Israel-Premier Tech - Lotto Dstny - TDT-Unibet - Team Flanders-Baloise - Team Novo Nordisk - Polti Kometa - TotalEnergies - Uno-X Mobility Equips continentals (5)- BEAT Cycling Club - Philippe Wagner-Bazin - Tarteletto-Isorex - Volkerwessels Cycling Team - Baloise Trek Lions Equip UCI Ciclocròs - Pauwels Sauzen-Bingoal |
| |

## Etapes
| Etapa    | Data       | Ciutats d'etapa                  | type                      | Distància (km) | Vencedor de l'etapa     | Líder de la general |
| -------- | ---------- | -------------------------------- | ------------------------- | -------------- | ----------------------- | ------------------- |
| 1a etapa | 12 de juny | Beringen – Beringen              | contrarellotge individual | 12             | Søren Wærenskjold       | Søren Wærenskjold   |
| 2a etapa | 13 de juny | Merelbeke – Knokke-Heist         | etapa plana               | 185,5          | Tim Merlier             | Søren Wærenskjold   |
| 3a etapa | 14 de juny | Turnhout – Scherpenheuvel-Zichem | etapa plana               | 188,2          | Jasper Philipsen        | Søren Wærenskjold   |
| 4a etapa | 15 de juny | Durbuy – Durbuy                  | etapa accidentada         | 177,1          | Alexander Aranburu Deba | Søren Wærenskjold   |
| 5a etapa | 16 de juny | Brussel·les – Brussel·les        | etapa plana               | 186,1          | Tim Merlier             | Søren Wærenskjold   |

### Etapa 1
| \| Classificació de l'etapa \| Classificació de l'etapa \| Classificació de l'etapa \| Classificació de l'etapa \| Classificació de l'etapa \| \| Corredor \| Corredor \| Equip \| Temps \| \| \| ------------------------ \| ------------------------ \| -------------------------- \| ------------------------ \| ------------------------ \| \| 1r \| Søren Wærenskjold \| Uno-X Mobility \| 13' 24" \| \| \| 2n \| Mathias Vacek \| Lidl-Trek \| + 2" \| \| \| 3r \| Rune Herregodts \| Intermarché-Wanty \| + 10" \| \| \| 4t \| Edoardo Affini \| Team Visma \\| Lease a Bike \| + 11" \| \| \| 5è \| Alec Segaert \| Lotto Dstny \| + 12" \| \| \| 6è \| Kasper Asgreen \| Soudal Quick-Step \| + 14" \| \| \| 7è \| Alexander Aranburu Deba \| Movistar Team \| + 17" \| \| \| 8è \| Jasper Stuyven \| Lidl-Trek \| + 17" \| \| \| 9è \| Daan Hoole \| Lidl-Trek \| + 18" \| \| \| 10è \| Josef Černý \| Soudal Quick-Step \| + 21" \| \| |                         |                            |         |
| |                         |                            |         |
| Font: ProCyclingStats |                         |                            |         |
| Classificació de l'etapa |                         |                            |         |
| Corredor | Corredor                | Equip                      | Temps   |
| 1r | Søren Wærenskjold       | Uno-X Mobility             | 13' 24" |
| 2n | Mathias Vacek           | Lidl-Trek                  | + 2"    |
| 3r | Rune Herregodts         | Intermarché-Wanty          | + 10"   |
| 4t | Edoardo Affini          | Team Visma \| Lease a Bike | + 11"   |
| 5è | Alec Segaert            | Lotto Dstny                | + 12"   |
| 6è | Kasper Asgreen          | Soudal Quick-Step          | + 14"   |
| 7è | Alexander Aranburu Deba | Movistar Team              | + 17"   |
| 8è | Jasper Stuyven          | Lidl-Trek                  | + 17"   |
| 9è | Daan Hoole              | Lidl-Trek                  | + 18"   |
| 10è | Josef Černý             | Soudal Quick-Step          | + 21"   |

| \| Classificació general \| Classificació general \| Classificació general \| Classificació general \| Classificació general \| \| Corredor \| Corredor \| Equip \| Temps \| \| \| --------------------- \| ----------------------- \| -------------------------- \| --------------------- \| --------------------- \| \| 1r \| Søren Wærenskjold \| Uno-X Mobility \| 13' 24" \| \| \| 2n \| Mathias Vacek \| Lidl-Trek \| + 2" \| \| \| 3r \| Rune Herregodts \| Intermarché-Wanty \| + 10" \| \| \| 4t \| Edoardo Affini \| Team Visma \\| Lease a Bike \| + 11" \| \| \| 5è \| Alec Segaert \| Lotto Dstny \| + 12" \| \| \| 6è \| Kasper Asgreen \| Soudal Quick-Step \| + 14" \| \| \| 7è \| Alexander Aranburu Deba \| Movistar Team \| + 17" \| \| \| 8è \| Jasper Stuyven \| Lidl-Trek \| + 17" \| \| \| 9è \| Daan Hoole \| Lidl-Trek \| + 18" \| \| \| 10è \| Josef Černý \| Soudal Quick-Step \| + 21" \| \| |                         |                            |         |
| |                         |                            |         |
| Font: ProCyclingStats |                         |                            |         |
| Classificació general |                         |                            |         |
| Corredor | Corredor                | Equip                      | Temps   |
| 1r | Søren Wærenskjold       | Uno-X Mobility             | 13' 24" |
| 2n | Mathias Vacek           | Lidl-Trek                  | + 2"    |
| 3r | Rune Herregodts         | Intermarché-Wanty          | + 10"   |
| 4t | Edoardo Affini          | Team Visma \| Lease a Bike | + 11"   |
| 5è | Alec Segaert            | Lotto Dstny                | + 12"   |
| 6è | Kasper Asgreen          | Soudal Quick-Step          | + 14"   |
| 7è | Alexander Aranburu Deba | Movistar Team              | + 17"   |
| 8è | Jasper Stuyven          | Lidl-Trek                  | + 17"   |
| 9è | Daan Hoole              | Lidl-Trek                  | + 18"   |
| 10è | Josef Černý             | Soudal Quick-Step          | + 21"   |

### Etapa 2
| \| Classificació de l'etapa \| Classificació de l'etapa \| Classificació de l'etapa \| Classificació de l'etapa \| Classificació de l'etapa \| \| Corredor \| Corredor \| Equip \| Temps \| \| \| ------------------------ \| ------------------------ \| -------------------------- \| ------------------------ \| ------------------------ \| \| 1r \| Tim Merlier \| Soudal Quick-Step \| 3h 59' 22" \| \| \| 2n \| Jasper Philipsen \| Alpecin-Deceuninck \| + 0" \| \| \| 3r \| Olav Kooij \| Team Visma \\| Lease a Bike \| + 0" \| \| \| 4t \| Pierre Barbier \| Philippe Wagner-Bazin \| + 0" \| \| \| 5è \| Lionel Taminiaux \| Lotto Dstny \| + 0" \| \| \| 6è \| Mike Teunissen \| Intermarché-Wanty \| + 0" \| \| \| 7è \| Søren Wærenskjold \| Uno-X Mobility \| + 0" \| \| \| 8è \| Edward Theuns \| Lidl-Trek \| + 0" \| \| \| 9è \| Gerben Thijssen \| Intermarché-Wanty \| + 0" \| \| \| 10è \| Matyáš Kopecký \| Team Novo Nordisk \| + 0" \| \| |                   |                            |            |
| |                   |                            |            |
| Font: ProCyclingStats |                   |                            |            |
| Classificació de l'etapa |                   |                            |            |
| Corredor | Corredor          | Equip                      | Temps      |
| 1r | Tim Merlier       | Soudal Quick-Step          | 3h 59' 22" |
| 2n | Jasper Philipsen  | Alpecin-Deceuninck         | + 0"       |
| 3r | Olav Kooij        | Team Visma \| Lease a Bike | + 0"       |
| 4t | Pierre Barbier    | Philippe Wagner-Bazin      | + 0"       |
| 5è | Lionel Taminiaux  | Lotto Dstny                | + 0"       |
| 6è | Mike Teunissen    | Intermarché-Wanty          | + 0"       |
| 7è | Søren Wærenskjold | Uno-X Mobility             | + 0"       |
| 8è | Edward Theuns     | Lidl-Trek                  | + 0"       |
| 9è | Gerben Thijssen   | Intermarché-Wanty          | + 0"       |
| 10è | Matyáš Kopecký    | Team Novo Nordisk          | + 0"       |

| \| Classificació general \| Classificació general \| Classificació general \| Classificació general \| Classificació general \| \| Corredor \| Corredor \| Equip \| Temps \| \| \| --------------------- \| ----------------------- \| --------------------- \| --------------------- \| --------------------- \| \| 1r \| Søren Wærenskjold \| Uno-X Mobility \| 4h 12' 43" \| \| \| 2n \| Mathias Vacek \| Lidl-Trek \| + 2" \| \| \| 3r \| Rune Herregodts \| Intermarché-Wanty \| + 13" \| \| \| 4t \| Alec Segaert \| Lotto Dstny \| + 15" \| \| \| 5è \| Jasper Stuyven \| Lidl-Trek \| + 17" \| \| \| 6è \| Kasper Asgreen \| Soudal Quick-Step \| + 17" \| \| \| 7è \| Alexander Aranburu Deba \| Movistar Team \| + 19" \| \| \| 8è \| Daan Hoole \| Lidl-Trek \| + 21" \| \| \| 9è \| Josef Černý \| Soudal Quick-Step \| + 24" \| \| \| 10è \| Quentin Bezza \| Philippe Wagner-Bazin \| + 24" \| \| |                         |                       |            |
| |                         |                       |            |
| Font: ProCyclingStats |                         |                       |            |
| Classificació general |                         |                       |            |
| Corredor | Corredor                | Equip                 | Temps      |
| 1r | Søren Wærenskjold       | Uno-X Mobility        | 4h 12' 43" |
| 2n | Mathias Vacek           | Lidl-Trek             | + 2"       |
| 3r | Rune Herregodts         | Intermarché-Wanty     | + 13"      |
| 4t | Alec Segaert            | Lotto Dstny           | + 15"      |
| 5è | Jasper Stuyven          | Lidl-Trek             | + 17"      |
| 6è | Kasper Asgreen          | Soudal Quick-Step     | + 17"      |
| 7è | Alexander Aranburu Deba | Movistar Team         | + 19"      |
| 8è | Daan Hoole              | Lidl-Trek             | + 21"      |
| 9è | Josef Černý             | Soudal Quick-Step     | + 24"      |
| 10è | Quentin Bezza           | Philippe Wagner-Bazin | + 24"      |

### Etapa 3
| \| Classificació de l'etapa \| Classificació de l'etapa \| Classificació de l'etapa \| Classificació de l'etapa \| Classificació de l'etapa \| \| Corredor \| Corredor \| Equip \| Temps \| \| \| ------------------------ \| ------------------------ \| -------------------------- \| ------------------------ \| ------------------------ \| \| 1r \| Jasper Philipsen \| Alpecin-Deceuninck \| 4h 06' 20" \| \| \| 2n \| Olav Kooij \| Team Visma \\| Lease a Bike \| + 0" \| \| \| 3r \| Gerben Thijssen \| Intermarché-Wanty \| + 0" \| \| \| 4t \| Tim Merlier \| Soudal Quick-Step \| + 0" \| \| \| 5è \| John Degenkolb \| Team dsm-firmenich PostNL \| + 0" \| \| \| 6è \| Lionel Taminiaux \| Lotto Dstny \| + 0" \| \| \| 7è \| Luca Mozzato \| Arkéa-B&B Hotels \| + 0" \| \| \| 8è \| Timothy Dupont \| Tarteletto-Isorex \| + 0" \| \| \| 9è \| Jasper Stuyven \| Lidl-Trek \| + 0" \| \| \| 10è \| Nicklas Pedersen \| TDT-Unibet \| + 0" \| \| |                  |                            |            |
| |                  |                            |            |
| Font: ProCyclingStats |                  |                            |            |
| Classificació de l'etapa |                  |                            |            |
| Corredor | Corredor         | Equip                      | Temps      |
| 1r | Jasper Philipsen | Alpecin-Deceuninck         | 4h 06' 20" |
| 2n | Olav Kooij       | Team Visma \| Lease a Bike | + 0"       |
| 3r | Gerben Thijssen  | Intermarché-Wanty          | + 0"       |
| 4t | Tim Merlier      | Soudal Quick-Step          | + 0"       |
| 5è | John Degenkolb   | Team dsm-firmenich PostNL  | + 0"       |
| 6è | Lionel Taminiaux | Lotto Dstny                | + 0"       |
| 7è | Luca Mozzato     | Arkéa-B&B Hotels           | + 0"       |
| 8è | Timothy Dupont   | Tarteletto-Isorex          | + 0"       |
| 9è | Jasper Stuyven   | Lidl-Trek                  | + 0"       |
| 10è | Nicklas Pedersen | TDT-Unibet                 | + 0"       |

| \| Classificació general \| Classificació general \| Classificació general \| Classificació general \| Classificació general \| \| Corredor \| Corredor \| Equip \| Temps \| \| \| --------------------- \| ----------------------- \| -------------------------- \| --------------------- \| --------------------- \| \| 1r \| Søren Wærenskjold \| Uno-X Mobility \| 8h 18' 54" \| \| \| 2n \| Mathias Vacek \| Lidl-Trek \| + 11" \| \| \| 3r \| Rune Herregodts \| Intermarché-Wanty \| + 22" \| \| \| 4t \| Alec Segaert \| Lotto Dstny \| + 23" \| \| \| 5è \| Jasper Stuyven \| Lidl-Trek \| + 25" \| \| \| 6è \| Kasper Asgreen \| Soudal Quick-Step \| + 26" \| \| \| 7è \| Alexander Aranburu Deba \| Movistar Team \| + 28" \| \| \| 8è \| Daan Hoole \| Lidl-Trek \| + 30" \| \| \| 9è \| Jasper Philipsen \| Alpecin-Deceuninck \| + 33" \| \| \| 10è \| Damien Touzé \| Decathlon-AG2R La Mondiale \| + 34" \| \| |                         |                            |            |
| |                         |                            |            |
| Font: ProCyclingStats |                         |                            |            |
| Classificació general |                         |                            |            |
| Corredor | Corredor                | Equip                      | Temps      |
| 1r | Søren Wærenskjold       | Uno-X Mobility             | 8h 18' 54" |
| 2n | Mathias Vacek           | Lidl-Trek                  | + 11"      |
| 3r | Rune Herregodts         | Intermarché-Wanty          | + 22"      |
| 4t | Alec Segaert            | Lotto Dstny                | + 23"      |
| 5è | Jasper Stuyven          | Lidl-Trek                  | + 25"      |
| 6è | Kasper Asgreen          | Soudal Quick-Step          | + 26"      |
| 7è | Alexander Aranburu Deba | Movistar Team              | + 28"      |
| 8è | Daan Hoole              | Lidl-Trek                  | + 30"      |
| 9è | Jasper Philipsen        | Alpecin-Deceuninck         | + 33"      |
| 10è | Damien Touzé            | Decathlon-AG2R La Mondiale | + 34"      |

### Etapa 4
| \| Classificació de l'etapa \| Classificació de l'etapa \| Classificació de l'etapa \| Classificació de l'etapa \| Classificació de l'etapa \| \| Corredor \| Corredor \| Equip \| Temps \| \| \| ------------------------ \| ------------------------- \| -------------------------- \| ------------------------ \| ------------------------ \| \| 1r \| Alexander Aranburu Deba \| Movistar Team \| 4h 14' 26" \| \| \| 2n \| Pierre Gautherat \| Decathlon-AG2R La Mondiale \| + 0" \| \| \| 3r \| Jasper Philipsen \| Alpecin-Deceuninck \| + 3" \| \| \| 4t \| Riley Sheehan \| Israel-Premier Tech \| + 3" \| \| \| 5è \| Carlos Canal Blanco \| Movistar Team \| + 3" \| \| \| 6è \| Jasper Stuyven \| Lidl-Trek \| + 3" \| \| \| 7è \| Lorenzo Rota \| Intermarché-Wanty \| + 3" \| \| \| 8è \| Damien Touzé \| Decathlon-AG2R La Mondiale \| + 3" \| \| \| 9è \| Per Strand Hagenes \| Team Visma \\| Lease a Bike \| + 3" \| \| \| 10è \| Gonzalo Serrano Rodríguez \| Movistar Team \| + 6" \| \| |                           |                            |            |
| |                           |                            |            |
| Font: ProCyclingStats |                           |                            |            |
| Classificació de l'etapa |                           |                            |            |
| Corredor | Corredor                  | Equip                      | Temps      |
| 1r | Alexander Aranburu Deba   | Movistar Team              | 4h 14' 26" |
| 2n | Pierre Gautherat          | Decathlon-AG2R La Mondiale | + 0"       |
| 3r | Jasper Philipsen          | Alpecin-Deceuninck         | + 3"       |
| 4t | Riley Sheehan             | Israel-Premier Tech        | + 3"       |
| 5è | Carlos Canal Blanco       | Movistar Team              | + 3"       |
| 6è | Jasper Stuyven            | Lidl-Trek                  | + 3"       |
| 7è | Lorenzo Rota              | Intermarché-Wanty          | + 3"       |
| 8è | Damien Touzé              | Decathlon-AG2R La Mondiale | + 3"       |
| 9è | Per Strand Hagenes        | Team Visma \| Lease a Bike | + 3"       |
| 10è | Gonzalo Serrano Rodríguez | Movistar Team              | + 6"       |

| \| Classificació general \| Classificació general \| Classificació general \| Classificació general \| Classificació general \| \| Corredor \| Corredor \| Equip \| Temps \| \| \| --------------------- \| ----------------------- \| --------------------------- \| --------------------- \| --------------------- \| \| 1r \| Søren Wærenskjold \| Uno-X Mobility \| 12h 33' 32" \| \| \| 2n \| Mathias Vacek \| Lidl-Trek \| + 2" \| \| \| 3r \| Alexander Aranburu Deba \| Movistar Team \| + 6" \| \| \| 4t \| Jasper Stuyven \| Lidl-Trek \| + 16" \| \| \| 5è \| Jasper Philipsen \| Alpecin-Deceuninck \| + 20" \| \| \| 6è \| Kasper Asgreen \| Soudal Quick-Step \| + 21" \| \| \| 7è \| Damien Touzé \| Decathlon-AG2R La Mondiale \| + 25" \| \| \| 8è \| Per Strand Hagenes \| Team Visma \\| Lease a Bike \| + 25" \| \| \| 9è \| Alec Segaert \| Lotto Dstny \| + 26" \| \| \| 10è \| Pier-André Côté \| Israel Premier Tech Academy \| + 35" \| \| |                         |                             |             |
| |                         |                             |             |
| Font: ProCyclingStats |                         |                             |             |
| Classificació general |                         |                             |             |
| Corredor | Corredor                | Equip                       | Temps       |
| 1r | Søren Wærenskjold       | Uno-X Mobility              | 12h 33' 32" |
| 2n | Mathias Vacek           | Lidl-Trek                   | + 2"        |
| 3r | Alexander Aranburu Deba | Movistar Team               | + 6"        |
| 4t | Jasper Stuyven          | Lidl-Trek                   | + 16"       |
| 5è | Jasper Philipsen        | Alpecin-Deceuninck          | + 20"       |
| 6è | Kasper Asgreen          | Soudal Quick-Step           | + 21"       |
| 7è | Damien Touzé            | Decathlon-AG2R La Mondiale  | + 25"       |
| 8è | Per Strand Hagenes      | Team Visma \| Lease a Bike  | + 25"       |
| 9è | Alec Segaert            | Lotto Dstny                 | + 26"       |
| 10è | Pier-André Côté         | Israel Premier Tech Academy | + 35"       |

### Etapa 5
| \| Classificació de l'etapa \| Classificació de l'etapa \| Classificació de l'etapa \| Classificació de l'etapa \| Classificació de l'etapa \| \| Corredor \| Corredor \| Equip \| Temps \| \| \| ------------------------ \| ------------------------ \| -------------------------- \| ------------------------ \| ------------------------ \| \| 1r \| Tim Merlier \| Soudal Quick-Step \| 3h 51' 51" \| \| \| 2n \| Jasper Philipsen \| Alpecin-Deceuninck \| + 0" \| \| \| 3r \| Tom Van Asbroeck \| Israel-Premier Tech \| + 0" \| \| \| 4t \| Mathias Vacek \| Lidl-Trek \| + 0" \| \| \| 5è \| Sander De Pestel \| Decathlon-AG2R La Mondiale \| + 0" \| \| \| 6è \| Gerben Thijssen \| Intermarché-Wanty \| + 0" \| \| \| 7è \| Émilien Jeannière \| TotalEnergies \| + 0" \| \| \| 8è \| Oded Kogut \| Israel-Premier Tech \| + 0" \| \| \| 9è \| Lionel Taminiaux \| Lotto Dstny \| + 0" \| \| \| 10è \| Matyáš Kopecký \| Team Novo Nordisk \| + 0" \| \| |                   |                            |            |
| |                   |                            |            |
| Font: ProCyclingStats |                   |                            |            |
| Classificació de l'etapa |                   |                            |            |
| Corredor | Corredor          | Equip                      | Temps      |
| 1r | Tim Merlier       | Soudal Quick-Step          | 3h 51' 51" |
| 2n | Jasper Philipsen  | Alpecin-Deceuninck         | + 0"       |
| 3r | Tom Van Asbroeck  | Israel-Premier Tech        | + 0"       |
| 4t | Mathias Vacek     | Lidl-Trek                  | + 0"       |
| 5è | Sander De Pestel  | Decathlon-AG2R La Mondiale | + 0"       |
| 6è | Gerben Thijssen   | Intermarché-Wanty          | + 0"       |
| 7è | Émilien Jeannière | TotalEnergies              | + 0"       |
| 8è | Oded Kogut        | Israel-Premier Tech        | + 0"       |
| 9è | Lionel Taminiaux  | Lotto Dstny                | + 0"       |
| 10è | Matyáš Kopecký    | Team Novo Nordisk          | + 0"       |

## Classificació general
| \| Classificació general \| Classificació general \| Classificació general \| Classificació general \| Classificació general \| \| Corredor \| Corredor \| Equip \| Temps \| \| \| --------------------- \| ----------------------- \| --------------------------- \| --------------------- \| --------------------- \| \| 1r \| Søren Wærenskjold \| Uno-X Mobility \| 16h 25' 20" \| \| \| 2n \| Mathias Vacek \| Lidl-Trek \| + 4" \| \| \| 3r \| Alexander Aranburu Deba \| Movistar Team \| + 7" \| \| \| 4t \| Jasper Philipsen \| Alpecin-Deceuninck \| + 17" \| \| \| 5è \| Jasper Stuyven \| Lidl-Trek \| + 19" \| \| \| 6è \| Kasper Asgreen \| Soudal Quick-Step \| + 24" \| \| \| 7è \| Alec Segaert \| Lotto Dstny \| + 26" \| \| \| 8è \| Damien Touzé \| Decathlon-AG2R La Mondiale \| + 28" \| \| \| 9è \| Per Strand Hagenes \| Team Visma \\| Lease a Bike \| + 28" \| \| \| 10è \| Pier-André Côté \| Israel Premier Tech Academy \| + 35" \| \| |                         |                             |             |
| |                         |                             |             |
| Font: ProCyclingStats |                         |                             |             |
| Classificació general |                         |                             |             |
| Corredor | Corredor                | Equip                       | Temps       |
| 1r | Søren Wærenskjold       | Uno-X Mobility              | 16h 25' 20" |
| 2n | Mathias Vacek           | Lidl-Trek                   | + 4"        |
| 3r | Alexander Aranburu Deba | Movistar Team               | + 7"        |
| 4t | Jasper Philipsen        | Alpecin-Deceuninck          | + 17"       |
| 5è | Jasper Stuyven          | Lidl-Trek                   | + 19"       |
| 6è | Kasper Asgreen          | Soudal Quick-Step           | + 24"       |
| 7è | Alec Segaert            | Lotto Dstny                 | + 26"       |
| 8è | Damien Touzé            | Decathlon-AG2R La Mondiale  | + 28"       |
| 9è | Per Strand Hagenes      | Team Visma \| Lease a Bike  | + 28"       |
| 10è | Pier-André Côté         | Israel Premier Tech Academy | + 35"       |

### Classificació per punts
| Classificació per punts | Classificació per punts | Classificació per punts    | Classificació per punts | Classificació per punts |
| Corredor                | Corredor                | Equip                      | Punts                   |                         |
| ----------------------- | ----------------------- | -------------------------- | ----------------------- | ----------------------- |
| 1r                      | Jasper Philipsen        | Alpecin-Deceuninck         | 102 pts                 |                         |
| 2n                      | Tim Merlier             | Soudal Quick-Step          | 79 pts                  |                         |
| 3r                      | Gerben Thijssen         | Intermarché-Wanty          | 48 pts                  |                         |
| 4t                      | Olav Kooij              | Team Visma \| Lease a Bike | 47 pts                  |                         |
| 5è                      | Lionel Taminiaux        | Lotto Dstny                | 43 pts                  |                         |
| 6è                      | Alexander Aranburu Deba | Movistar Team              | 39 pts                  |                         |
| 7è                      | Mathias Vacek           | Lidl-Trek                  | 37 pts                  |                         |
| 8è                      | Jasper Stuyven          | Lidl-Trek                  | 34 pts                  |                         |
| 9è                      | Søren Wærenskjold       | Uno-X Mobility             | 33 pts                  |                         |
| 10è                     | Pierre Gautherat        | Decathlon-AG2R La Mondiale | 25 pts                  |                         |

### Classificació dels joves
| Classificació del millor jove | Classificació del millor jove | Classificació del millor jove | Classificació del millor jove | Classificació del millor jove |
| Corredor                      | Corredor                      | Equip                         | Temps                         |                               |
| ----------------------------- | ----------------------------- | ----------------------------- | ----------------------------- | ----------------------------- |
| 1r                            | Mathias Vacek                 | Lidl-Trek                     | 16h 25' 24"                   |                               |
| 2n                            | Alec Segaert                  | Lotto Dstny                   | + 22"                         |                               |
| 3r                            | Per Strand Hagenes            | Team Visma \| Lease a Bike    | + 24"                         |                               |
| 4t                            | Pierre Gautherat              | Decathlon-AG2R La Mondiale    | + 39"                         |                               |
| 5è                            | Iván Romeo Abad               | Movistar Team                 | + 43"                         |                               |
| 6è                            | Joseph Blackmore              | Israel-Premier Tech           | + 1' 08"                      |                               |
| 7è                            | Pepijn Reinderink             | Soudal Quick-Step             | + 3' 40"                      |                               |
| 8è                            | Davide De Cassan              | Team Polti Kometa             | + 7' 01"                      |                               |
| 9è                            | Martin Svrček                 | Soudal Quick-Step             | + 7' 32"                      |                               |
| 10è                           | Matyáš Kopecký                | Team Novo Nordisk             | + 8' 44"                      |                               |

### Classificació per equips
| Classificació per equips | Classificació per equips   | Classificació per equips | Classificació per equips |
| Equip                    | Equip                      | Temps                    |                          |
| ------------------------ | -------------------------- | ------------------------ | ------------------------ |
| 1r                       | Movistar Team              | 49h 17' 22"              |                          |
| 2n                       | Lidl-Trek                  | + 3"                     |                          |
| 3r                       | Lotto Dstny                | + 19"                    |                          |
| 4t                       | Decathlon-AG2R La Mondiale | + 52"                    |                          |
| 5è                       | Israel-Premier Tech        | + 1' 16"                 |                          |

## Evolució de les classificacions
| Etapa | Vencedor          | Classificació general | Classificació per punts | Classificació de la combativitat | Classificació dels joves | Classificació per equips |
| ----- | ----------------- | --------------------- | ----------------------- | -------------------------------- | ------------------------ | ------------------------ |
| 1     | Søren Wærenskjold | Søren Wærenskjold     | Søren Wærenskjold       | no entregat                      | Mathias Vacek            | Lidl-Trek                |
| 2     | Tim Merlier       | Søren Wærenskjold     | Søren Wærenskjold       | Lars Craps                       | Mathias Vacek            | Lidl-Trek                |
| 3     | Jasper Philipsen  | Søren Wærenskjold     | Jasper Philipsen        | Lindsay De Vylder                | Mathias Vacek            | Lidl-Trek                |
| 4     | Alex Aranburu     | Søren Wærenskjold     | Jasper Philipsen        | Jago Willems                     | Mathias Vacek            | Movistar Team            |
| 5     | Tim Merlier       | Søren Wærenskjold     | Jasper Philipsen        | Jago Willems                     | Mathias Vacek            | Movistar Team            |
| Final | Final             | Søren Wærenskjold     | Jasper Philipsen        | Jago Willems                     | Mathias Vacek            | Movistar Team            |

## Llista de participants
| Alpecin-Deceuninck ADC | Alpecin-Deceuninck ADC  | Alpecin-Deceuninck ADC |
| ---------------------- | ----------------------- | ---------------------- |
| Núm                    | Ciclista                | Pos                    |
| 1                      | Jasper Philipsen (BEL)  | 4t                     |
| 2                      | Quinten Hermans (BEL)   | 32è                    |
| 3                      | Senne Leysen (BEL)      | 99è                    |
| 4                      | Robbe Ghys (BEL)        | 75è                    |
| 5                      | Jonas Rickaert (BEL)    | 79è                    |
| 6                      | Ramon Sinkeldam (NED)   | 66è                    |
| 7                      | Gianni Vermeersch (BEL) | 34è                    |

| Soudal Quick-Step SOQ | Soudal Quick-Step SOQ        | Soudal Quick-Step SOQ |
| --------------------- | ---------------------------- | --------------------- |
| Núm                   | Ciclista                     | Pos                   |
| 11                    | Tim Merlier (BEL)            | 73è                   |
| 12                    | Kasper Asgreen (DEN) (crono) | 6è                    |
| 13                    | Josef Černý (CZE)            | 103è                  |
| 14                    | Pepijn Reinderink (NED)      | 38è                   |
| 15                    | Bert Van Lerberghe (BEL)     | 82è                   |
| 16                    | Warre Vangheluwe (BEL)       | 130è                  |
| 17                    | Martin Svrček (SVK)          | 59è                   |

| Team Visma \| Lease a Bike TVL | Team Visma \| Lease a Bike TVL | Team Visma \| Lease a Bike TVL |
| ------------------------------ | ------------------------------ | ------------------------------ |
| Núm                            | Ciclista                       | Pos                            |
| 21                             | Olav Kooij (NED)               | 84è                            |
| 22                             | Tosh Van der Sande (BEL)       | 94è                            |
| 23                             | Edoardo Affini (ITA)           | 97è                            |
| 24                             | Mick van Dijke (NED)           | 29è                            |
| 25                             | Colby Simmons (USA)            | 77è                            |
| 26                             | Julien Vermote (BEL)           | NP-3                           |
| 27                             | Per Strand Hagenes (NOR)       | 9è                             |

| Intermarché-Wanty IWA | Intermarché-Wanty IWA | Intermarché-Wanty IWA |
| --------------------- | --------------------- | --------------------- |
| Núm                   | Ciclista              | Pos                   |
| 31                    | Gerben Thijssen (BEL) | 105è                  |
| 32                    | Mike Teunissen (NED)  | 42è                   |
| 33                    | Rune Herregodts (BEL) | NP-5                  |
| 34                    | Laurenz Rex (BEL)     | 52è                   |
| 35                    | Lorenzo Rota (ITA)    | 20è                   |
| 36                    | Dries De Pooter (BEL) | 93è                   |
| 37                    | Gijs Van Hoecke (BEL) | 80è                   |

| Lidl-Trek LTK | Lidl-Trek LTK              | Lidl-Trek LTK |
| ------------- | -------------------------- | ------------- |
| Núm           | Ciclista                   | Pos           |
| 41            | Jasper Stuyven (BEL)       | 5è            |
| 42            | Edward Theuns (BEL)        | 71è           |
| 43            | Tim Declercq (BEL)         | 50è           |
| 44            | Dario Cataldo (ITA)        | 101è          |
| 45            | Daan Hoole (NED)           | 14è           |
| 46            | Fabio Felline (ITA)        | 39è           |
| 47            | Mathias Vacek (CZE) (ruta) | 2n            |

| Arkéa-B&B Hotels ARK | Arkéa-B&B Hotels ARK  | Arkéa-B&B Hotels ARK |
| -------------------- | --------------------- | -------------------- |
| Núm                  | Ciclista              | Pos                  |
| 51                   | Jenthe Biermans (BEL) | 57è                  |
| 52                   | Łukasz Owsian (POL)   | DNF-5                |
| 53                   | Matis Louvel (FRA)    | 47è                  |
| 54                   | Luca Mozzato (ITA)    | NP-4                 |
| 55                   | Donavan Grondin (FRA) | 81è                  |
| 56                   | Alan Riou (FRA)       | DNF-5                |
| 57                   | Miles Scotson (AUS)   | 74è                  |

| Decathlon-AG2R La Mondiale DAT | Decathlon-AG2R La Mondiale DAT | Decathlon-AG2R La Mondiale DAT |
| ------------------------------ | ------------------------------ | ------------------------------ |
| Núm                            | Ciclista                       | Pos                            |
| 61                             | Benoît Cosnefroy (FRA)         | 36è                            |
| 62                             | Dries De Bondt (BEL)           | 60è                            |
| 63                             | Sander De Pestel (BEL)         | 30è                            |
| 64                             | Pierre Gautherat (FRA)         | 12è                            |
| 65                             | Aurélien Paret-Peintre (FRA)   | 19è                            |
| 66                             | Alan Retailleau (FRA)          | DNF-5                          |
| 67                             | Damien Touzé (FRA)             | 8è                             |

| Movistar Team MOV | Movistar Team MOV                 | Movistar Team MOV |
| ----------------- | --------------------------------- | ----------------- |
| Núm               | Ciclista                          | Pos               |
| 71                | Alexander Aranburu Deba (ESP)     | 3r                |
| 72                | Mathias Norsgaard Jørgensen (DEN) | 76è               |
| 73                | Carlos Canal Blanco (ESP)         | 13è               |
| 74                | Rémi Cavagna (FRA) (crono)        | 61è               |
| 75                | Sergio Samitier (ESP)             | 92è               |
| 76                | Iván Romeo Abad (ESP)             | 15è               |
| 77                | Gonzalo Serrano Rodríguez (ESP)   | DNF-5             |

| Team dsm-firmenich PostNL DFP | Team dsm-firmenich PostNL DFP | Team dsm-firmenich PostNL DFP |
| ----------------------------- | ----------------------------- | ----------------------------- |
| Núm                           | Ciclista                      | Pos                           |
| 81                            | John Degenkolb (GER)          | 43è                           |
| 82                            | Robbe Dhondt (BEL)            | 133è                          |
| 84                            | Johan Dorussen (NED)          | DNF-4                         |
| 85                            | Patrick Eddy (AUS)            | 132è                          |
| 86                            | Fabio Jakobsen (NED)          | 131è                          |
| 87                            | Bram Welten (NED)             | 121è                          |

| Team Flanders-Baloise TFB | Team Flanders-Baloise TFB | Team Flanders-Baloise TFB |
| ------------------------- | ------------------------- | ------------------------- |
| Núm                       | Ciclista                  | Pos                       |
| 91                        | Kamiel Bonneu (BEL)       | 95è                       |
| 92                        | Lars Craps (BEL)          | 123è                      |
| 93                        | Lindsay De Vylder (BEL)   | 125è                      |
| 94                        | Jules Hesters (BEL)       | NP-3                      |
| 95                        | Elias Maris (BEL)         | 17è                       |
| 96                        | Vincent Van Hemelen (BEL) | 45è                       |
| 97                        | Ward Vanhoof (BEL)        | 40è                       |

| Bingoal WB BWB | Bingoal WB BWB          | Bingoal WB BWB |
| -------------- | ----------------------- | -------------- |
| Núm            | Ciclista                | Pos            |
| 101            | Ceriel Desal (BEL)      | 68è            |
| 102            | Louka Matthys (BEL)     | 64è            |
| 103            | Nathan Vandepitte (FRA) | DNF-4          |
| 104            | Sasha Weemaes (BEL)     | DNF-4          |
| 105            | Luca Van Boven (BEL)    | 31è            |
| 106            | Kenneth Van Rooy (BEL)  | 62è            |
| 107            | Loïc Vliegen (BEL)      | DNF-4          |

| Lotto Dstny LTD | Lotto Dstny LTD            | Lotto Dstny LTD |
| --------------- | -------------------------- | --------------- |
| Núm             | Ciclista                   | Pos             |
| 111             | Brent Van Moer (BEL)       | 11è             |
| 112             | Alec Segaert (BEL)         | 7è              |
| 113             | Sébastien Grignard (BEL)   | 44è             |
| 114             | Logan Currie (NZL) (crono) | 25è             |
| 115             | Liam Slock (BEL)           | 98è             |
| 116             | Lionel Taminiaux (BEL)     | 63è             |
| 117             | Jenno Berckmoes (BEL)      | 18è             |

| Israel-Premier Tech IPT | Israel-Premier Tech IPT  | Israel-Premier Tech IPT |
| ----------------------- | ------------------------ | ----------------------- |
| Núm                     | Ciclista                 | Pos                     |
| 121                     | Joseph Blackmore (GBR)   | 26è                     |
| 122                     | Pier-André Côté (CAN)    | 10è                     |
| 123                     | Oded Kogut (ISR) (crono) | 102è                    |
| 124                     | Guy Sagiv (ISR)          | 119è                    |
| 125                     | Guillaume Boivin (CAN)   | 33è                     |
| 126                     | Riley Sheehan (USA)      | 16è                     |
| 127                     | Tom Van Asbroeck (BEL)   | 41è                     |

| TotalEnergies TEN | TotalEnergies TEN       | TotalEnergies TEN |
| ----------------- | ----------------------- | ----------------- |
| Núm               | Ciclista                | Pos               |
| 131               | Pierre Latour (FRA)     | DNF-4             |
| 132               | Geoffrey Soupe (FRA)    | 112è              |
| 133               | Thomas Gachignard (FRA) | 22è               |
| 134               | Émilien Jeannière (FRA) | 24è               |
| 135               | Jason Tesson (FRA)      | 110è              |
| 136               | Anthony Turgis (FRA)    | 87è               |
| 137               | Dries Van Gestel (BEL)  | 23è               |

| Uno-X Mobility UXM | Uno-X Mobility UXM              | Uno-X Mobility UXM |
| ------------------ | ------------------------------- | ------------------ |
| Núm                | Ciclista                        | Pos                |
| 141                | Jonas Abrahamsen (NOR)          | 67è                |
| 142                | Martin Bugge Urianstad (NOR)    | 111è               |
| 143                | Stian Fredheim (NOR)            | 127è               |
| 144                | William Blume Levy (DEN)        | 96è                |
| 145                | Erik Nordsæter Resell (NOR)     | 88è                |
| 146                | Rasmus Tiller (NOR)             | 37è                |
| 147                | Søren Wærenskjold (NOR) (crono) | 1r                 |

| TDT-Unibet TDT | TDT-Unibet TDT           | TDT-Unibet TDT |
| -------------- | ------------------------ | -------------- |
| Núm            | Ciclista                 | Pos            |
| 151            | Jelle Johannink (NED)    | NP-4           |
| 152            | Tomáš Kopecký (CZE)      | DNF-2          |
| 153            | Axel Huens (FRA)         | 55è            |
| 154            | Hartthijs de Vries (NED) | DNF-5          |
| 155            | Nicklas Pedersen (DEN)   | 108è           |
| 156            | Abram Stockman (BEL)     | 54è            |
| 157            | Andreas Stokbro (DEN)    | 21è            |

| Team Novo Nordisk TNN | Team Novo Nordisk TNN         | Team Novo Nordisk TNN |
| --------------------- | ----------------------------- | --------------------- |
| Núm                   | Ciclista                      | Pos                   |
| 161                   | Sam Brand (GBR)               | 122è                  |
| 162                   | Alessandro Perracchione (ITA) | 116è                  |
| 163                   | Quinten De Graeve (BEL)       | 115è                  |
| 164                   | Declan Irvine (AUS)           | 126è                  |
| 165                   | Matyáš Kopecký (CZE)          | 65è                   |
| 166                   | Andrea Peron (ITA)            | DNF-3                 |
| 167                   | Nathan Smith (GBR)            | 134è                  |

| Team Polti Kometa PTK | Team Polti Kometa PTK  | Team Polti Kometa PTK |
| --------------------- | ---------------------- | --------------------- |
| Núm                   | Ciclista               | Pos                   |
| 171                   | Davide Bais (ITA)      | 27è                   |
| 172                   | Erik Fetter (HUN)      | 28è                   |
| 173                   | Davide De Cassan (ITA) | 58è                   |
| 175                   | Andrea Pietrobon (ITA) | 46è                   |
| 176                   | Javier Serrano (ESP)   | 51è                   |
| 177                   | Diego Sevilla (ESP)    | 86è                   |

| Baloise Trek Lions TBL | Baloise Trek Lions TBL   | Baloise Trek Lions TBL |
| ---------------------- | ------------------------ | ---------------------- |
| Núm                    | Ciclista                 | Pos                    |
| 181                    | Olivier Godfroid (BEL)   | 90è                    |
| 182                    | David Haverdings (NED)   | 89è                    |
| 183                    | Joris Nieuwenhuis (NED)  | 53è                    |
| 184                    | Pim Ronhaar (NED)        | NP-1                   |
| 185                    | Seppe Van Den Boer (BEL) | 83è                    |
| 186                    | Lars van der Haar (NED)  | 56è                    |
| 187                    | Maarten Verheyen (BEL)   | DNF-5                  |

| Pauwels Sauzen-Bingoal PSB | Pauwels Sauzen-Bingoal PSB   | Pauwels Sauzen-Bingoal PSB |
| -------------------------- | ---------------------------- | -------------------------- |
| Núm                        | Ciclista                     | Pos                        |
| 192                        | Kay De Bruyckere (BEL)       | 78è                        |
| 194                        | Eli Iserbyt (BEL)            | 35è                        |
| 195                        | Yorben Lauryssen (BEL)       | 124è                       |
| 197                        | Michael Vanthourenhout (BEL) | 85è                        |

| BEAT Cycling Club BCY | BEAT Cycling Club BCY           | BEAT Cycling Club BCY |
| --------------------- | ------------------------------- | --------------------- |
| Núm                   | Ciclista                        | Pos                   |
| 201                   | Michiel Coppens (BEL)           | 118è                  |
| 202                   | Stijn Appel (NED)               | 113è                  |
| 203                   | Jochem Kerckhaert (NED)         | 106è                  |
| 204                   | Wessel Krul (NED)               | NP-3                  |
| 205                   | Lars Loohuis (NED)              | DNF-4                 |
| 206                   | Jeroen Van Krimpen (NED)        | 120è                  |
| 207                   | Daan van Sintmaartensdijk (NED) | DNF-4                 |

| Philippe Wagner-Bazin PWB | Philippe Wagner-Bazin PWB   | Philippe Wagner-Bazin PWB |
| ------------------------- | --------------------------- | ------------------------- |
| Núm                       | Ciclista                    | Pos                       |
| 211                       | Pierre Barbier (FRA)        | DNF-4                     |
| 212                       | Rudy Barbier (FRA)          | DNF-4                     |
| 213                       | Enrico Dhaeye (BEL)         | DNF-5                     |
| 214                       | Quentin Bezza (FRA)         | DNF-5                     |
| 215                       | Gwen Leclainche (FRA)       | 129è                      |
| 216                       | Tristan Scherpenbergh (BEL) | 136è                      |
| 217                       | Kasper Saver (BEL)          | 104è                      |

| Tarteletto-Isorex TIS | Tarteletto-Isorex TIS   | Tarteletto-Isorex TIS |
| --------------------- | ----------------------- | --------------------- |
| Núm                   | Ciclista                | Pos                   |
| 221                   | Robbe Claeys (BEL)      | 49è                   |
| 222                   | Maxime De Poorter (BEL) | DNF-3                 |
| 223                   | Timothy Dupont (BEL)    | DNF-4                 |
| 224                   | Gianni Marchand (BEL)   | 72è                   |
| 225                   | Thomas Joseph (BEL)     | 109è                  |
| 226                   | Jacob Relaes (BEL)      | 117è                  |
| 227                   | Mauro Verwilt (BEL)     | 91è                   |

| VolkerWessels Cycling Team VWT | VolkerWessels Cycling Team VWT | VolkerWessels Cycling Team VWT |
| ------------------------------ | ------------------------------ | ------------------------------ |
| Núm                            | Ciclista                       | Pos                            |
| 231                            | Finn Crockett (GBR)            | 100è                           |
| 232                            | Stijn Daemen (NED)             | 69è                            |
| 233                            | Sam Gademan (NED)              | 128è                           |
| 234                            | Jasper Haest (NED)             | 48è                            |
| 235                            | Max Kroonen (NED)              | 135è                           |
| 236                            | Jago Willems (BEL)             | 70è                            |
| 237                            | Thimo Willems (BEL)            | DNF-5                          |

| Alpecin-Deceuninck ADC | Alpecin-Deceuninck ADC  | Alpecin-Deceuninck ADC |
| ---------------------- | ----------------------- | ---------------------- |
| Núm                    | Ciclista                | Pos                    |
| 1                      | Jasper Philipsen (BEL)  | 4t                     |
| 2                      | Quinten Hermans (BEL)   | 32è                    |
| 3                      | Senne Leysen (BEL)      | 99è                    |
| 4                      | Robbe Ghys (BEL)        | 75è                    |
| 5                      | Jonas Rickaert (BEL)    | 79è                    |
| 6                      | Ramon Sinkeldam (NED)   | 66è                    |
| 7                      | Gianni Vermeersch (BEL) | 34è                    |

| Soudal Quick-Step SOQ | Soudal Quick-Step SOQ        | Soudal Quick-Step SOQ |
| --------------------- | ---------------------------- | --------------------- |
| Núm                   | Ciclista                     | Pos                   |
| 11                    | Tim Merlier (BEL)            | 73è                   |
| 12                    | Kasper Asgreen (DEN) (crono) | 6è                    |
| 13                    | Josef Černý (CZE)            | 103è                  |
| 14                    | Pepijn Reinderink (NED)      | 38è                   |
| 15                    | Bert Van Lerberghe (BEL)     | 82è                   |
| 16                    | Warre Vangheluwe (BEL)       | 130è                  |
| 17                    | Martin Svrček (SVK)          | 59è                   |

| Team Visma \| Lease a Bike TVL | Team Visma \| Lease a Bike TVL | Team Visma \| Lease a Bike TVL |
| ------------------------------ | ------------------------------ | ------------------------------ |
| Núm                            | Ciclista                       | Pos                            |
| 21                             | Olav Kooij (NED)               | 84è                            |
| 22                             | Tosh Van der Sande (BEL)       | 94è                            |
| 23                             | Edoardo Affini (ITA)           | 97è                            |
| 24                             | Mick van Dijke (NED)           | 29è                            |
| 25                             | Colby Simmons (USA)            | 77è                            |
| 26                             | Julien Vermote (BEL)           | NP-3                           |
| 27                             | Per Strand Hagenes (NOR)       | 9è                             |

| Intermarché-Wanty IWA | Intermarché-Wanty IWA | Intermarché-Wanty IWA |
| --------------------- | --------------------- | --------------------- |
| Núm                   | Ciclista              | Pos                   |
| 31                    | Gerben Thijssen (BEL) | 105è                  |
| 32                    | Mike Teunissen (NED)  | 42è                   |
| 33                    | Rune Herregodts (BEL) | NP-5                  |
| 34                    | Laurenz Rex (BEL)     | 52è                   |
| 35                    | Lorenzo Rota (ITA)    | 20è                   |
| 36                    | Dries De Pooter (BEL) | 93è                   |
| 37                    | Gijs Van Hoecke (BEL) | 80è                   |

| Lidl-Trek LTK | Lidl-Trek LTK              | Lidl-Trek LTK |
| ------------- | -------------------------- | ------------- |
| Núm           | Ciclista                   | Pos           |
| 41            | Jasper Stuyven (BEL)       | 5è            |
| 42            | Edward Theuns (BEL)        | 71è           |
| 43            | Tim Declercq (BEL)         | 50è           |
| 44            | Dario Cataldo (ITA)        | 101è          |
| 45            | Daan Hoole (NED)           | 14è           |
| 46            | Fabio Felline (ITA)        | 39è           |
| 47            | Mathias Vacek (CZE) (ruta) | 2n            |

| Arkéa-B&B Hotels ARK | Arkéa-B&B Hotels ARK  | Arkéa-B&B Hotels ARK |
| -------------------- | --------------------- | -------------------- |
| Núm                  | Ciclista              | Pos                  |
| 51                   | Jenthe Biermans (BEL) | 57è                  |
| 52                   | Łukasz Owsian (POL)   | DNF-5                |
| 53                   | Matis Louvel (FRA)    | 47è                  |
| 54                   | Luca Mozzato (ITA)    | NP-4                 |
| 55                   | Donavan Grondin (FRA) | 81è                  |
| 56                   | Alan Riou (FRA)       | DNF-5                |
| 57                   | Miles Scotson (AUS)   | 74è                  |

| Decathlon-AG2R La Mondiale DAT | Decathlon-AG2R La Mondiale DAT | Decathlon-AG2R La Mondiale DAT |
| ------------------------------ | ------------------------------ | ------------------------------ |
| Núm                            | Ciclista                       | Pos                            |
| 61                             | Benoît Cosnefroy (FRA)         | 36è                            |
| 62                             | Dries De Bondt (BEL)           | 60è                            |
| 63                             | Sander De Pestel (BEL)         | 30è                            |
| 64                             | Pierre Gautherat (FRA)         | 12è                            |
| 65                             | Aurélien Paret-Peintre (FRA)   | 19è                            |
| 66                             | Alan Retailleau (FRA)          | DNF-5                          |
| 67                             | Damien Touzé (FRA)             | 8è                             |

| Movistar Team MOV | Movistar Team MOV                 | Movistar Team MOV |
| ----------------- | --------------------------------- | ----------------- |
| Núm               | Ciclista                          | Pos               |
| 71                | Alexander Aranburu Deba (ESP)     | 3r                |
| 72                | Mathias Norsgaard Jørgensen (DEN) | 76è               |
| 73                | Carlos Canal Blanco (ESP)         | 13è               |
| 74                | Rémi Cavagna (FRA) (crono)        | 61è               |
| 75                | Sergio Samitier (ESP)             | 92è               |
| 76                | Iván Romeo Abad (ESP)             | 15è               |
| 77                | Gonzalo Serrano Rodríguez (ESP)   | DNF-5             |

| Team dsm-firmenich PostNL DFP | Team dsm-firmenich PostNL DFP | Team dsm-firmenich PostNL DFP |
| ----------------------------- | ----------------------------- | ----------------------------- |
| Núm                           | Ciclista                      | Pos                           |
| 81                            | John Degenkolb (GER)          | 43è                           |
| 82                            | Robbe Dhondt (BEL)            | 133è                          |
| 84                            | Johan Dorussen (NED)          | DNF-4                         |
| 85                            | Patrick Eddy (AUS)            | 132è                          |
| 86                            | Fabio Jakobsen (NED)          | 131è                          |
| 87                            | Bram Welten (NED)             | 121è                          |

| Team Flanders-Baloise TFB | Team Flanders-Baloise TFB | Team Flanders-Baloise TFB |
| ------------------------- | ------------------------- | ------------------------- |
| Núm                       | Ciclista                  | Pos                       |
| 91                        | Kamiel Bonneu (BEL)       | 95è                       |
| 92                        | Lars Craps (BEL)          | 123è                      |
| 93                        | Lindsay De Vylder (BEL)   | 125è                      |
| 94                        | Jules Hesters (BEL)       | NP-3                      |
| 95                        | Elias Maris (BEL)         | 17è                       |
| 96                        | Vincent Van Hemelen (BEL) | 45è                       |
| 97                        | Ward Vanhoof (BEL)        | 40è                       |

| Bingoal WB BWB | Bingoal WB BWB          | Bingoal WB BWB |
| -------------- | ----------------------- | -------------- |
| Núm            | Ciclista                | Pos            |
| 101            | Ceriel Desal (BEL)      | 68è            |
| 102            | Louka Matthys (BEL)     | 64è            |
| 103            | Nathan Vandepitte (FRA) | DNF-4          |
| 104            | Sasha Weemaes (BEL)     | DNF-4          |
| 105            | Luca Van Boven (BEL)    | 31è            |
| 106            | Kenneth Van Rooy (BEL)  | 62è            |
| 107            | Loïc Vliegen (BEL)      | DNF-4          |

| Lotto Dstny LTD | Lotto Dstny LTD            | Lotto Dstny LTD |
| --------------- | -------------------------- | --------------- |
| Núm             | Ciclista                   | Pos             |
| 111             | Brent Van Moer (BEL)       | 11è             |
| 112             | Alec Segaert (BEL)         | 7è              |
| 113             | Sébastien Grignard (BEL)   | 44è             |
| 114             | Logan Currie (NZL) (crono) | 25è             |
| 115             | Liam Slock (BEL)           | 98è             |
| 116             | Lionel Taminiaux (BEL)     | 63è             |
| 117             | Jenno Berckmoes (BEL)      | 18è             |

| Israel-Premier Tech IPT | Israel-Premier Tech IPT  | Israel-Premier Tech IPT |
| ----------------------- | ------------------------ | ----------------------- |
| Núm                     | Ciclista                 | Pos                     |
| 121                     | Joseph Blackmore (GBR)   | 26è                     |
| 122                     | Pier-André Côté (CAN)    | 10è                     |
| 123                     | Oded Kogut (ISR) (crono) | 102è                    |
| 124                     | Guy Sagiv (ISR)          | 119è                    |
| 125                     | Guillaume Boivin (CAN)   | 33è                     |
| 126                     | Riley Sheehan (USA)      | 16è                     |
| 127                     | Tom Van Asbroeck (BEL)   | 41è                     |

| TotalEnergies TEN | TotalEnergies TEN       | TotalEnergies TEN |
| ----------------- | ----------------------- | ----------------- |
| Núm               | Ciclista                | Pos               |
| 131               | Pierre Latour (FRA)     | DNF-4             |
| 132               | Geoffrey Soupe (FRA)    | 112è              |
| 133               | Thomas Gachignard (FRA) | 22è               |
| 134               | Émilien Jeannière (FRA) | 24è               |
| 135               | Jason Tesson (FRA)      | 110è              |
| 136               | Anthony Turgis (FRA)    | 87è               |
| 137               | Dries Van Gestel (BEL)  | 23è               |

| Uno-X Mobility UXM | Uno-X Mobility UXM              | Uno-X Mobility UXM |
| ------------------ | ------------------------------- | ------------------ |
| Núm                | Ciclista                        | Pos                |
| 141                | Jonas Abrahamsen (NOR)          | 67è                |
| 142                | Martin Bugge Urianstad (NOR)    | 111è               |
| 143                | Stian Fredheim (NOR)            | 127è               |
| 144                | William Blume Levy (DEN)        | 96è                |
| 145                | Erik Nordsæter Resell (NOR)     | 88è                |
| 146                | Rasmus Tiller (NOR)             | 37è                |
| 147                | Søren Wærenskjold (NOR) (crono) | 1r                 |

| TDT-Unibet TDT | TDT-Unibet TDT           | TDT-Unibet TDT |
| -------------- | ------------------------ | -------------- |
| Núm            | Ciclista                 | Pos            |
| 151            | Jelle Johannink (NED)    | NP-4           |
| 152            | Tomáš Kopecký (CZE)      | DNF-2          |
| 153            | Axel Huens (FRA)         | 55è            |
| 154            | Hartthijs de Vries (NED) | DNF-5          |
| 155            | Nicklas Pedersen (DEN)   | 108è           |
| 156            | Abram Stockman (BEL)     | 54è            |
| 157            | Andreas Stokbro (DEN)    | 21è            |

| Team Novo Nordisk TNN | Team Novo Nordisk TNN         | Team Novo Nordisk TNN |
| --------------------- | ----------------------------- | --------------------- |
| Núm                   | Ciclista                      | Pos                   |
| 161                   | Sam Brand (GBR)               | 122è                  |
| 162                   | Alessandro Perracchione (ITA) | 116è                  |
| 163                   | Quinten De Graeve (BEL)       | 115è                  |
| 164                   | Declan Irvine (AUS)           | 126è                  |
| 165                   | Matyáš Kopecký (CZE)          | 65è                   |
| 166                   | Andrea Peron (ITA)            | DNF-3                 |
| 167                   | Nathan Smith (GBR)            | 134è                  |

| Team Polti Kometa PTK | Team Polti Kometa PTK  | Team Polti Kometa PTK |
| --------------------- | ---------------------- | --------------------- |
| Núm                   | Ciclista               | Pos                   |
| 171                   | Davide Bais (ITA)      | 27è                   |
| 172                   | Erik Fetter (HUN)      | 28è                   |
| 173                   | Davide De Cassan (ITA) | 58è                   |
| 175                   | Andrea Pietrobon (ITA) | 46è                   |
| 176                   | Javier Serrano (ESP)   | 51è                   |
| 177                   | Diego Sevilla (ESP)    | 86è                   |

| Baloise Trek Lions TBL | Baloise Trek Lions TBL   | Baloise Trek Lions TBL |
| ---------------------- | ------------------------ | ---------------------- |
| Núm                    | Ciclista                 | Pos                    |
| 181                    | Olivier Godfroid (BEL)   | 90è                    |
| 182                    | David Haverdings (NED)   | 89è                    |
| 183                    | Joris Nieuwenhuis (NED)  | 53è                    |
| 184                    | Pim Ronhaar (NED)        | NP-1                   |
| 185                    | Seppe Van Den Boer (BEL) | 83è                    |
| 186                    | Lars van der Haar (NED)  | 56è                    |
| 187                    | Maarten Verheyen (BEL)   | DNF-5                  |

| Pauwels Sauzen-Bingoal PSB | Pauwels Sauzen-Bingoal PSB   | Pauwels Sauzen-Bingoal PSB |
| -------------------------- | ---------------------------- | -------------------------- |
| Núm                        | Ciclista                     | Pos                        |
| 192                        | Kay De Bruyckere (BEL)       | 78è                        |
| 194                        | Eli Iserbyt (BEL)            | 35è                        |
| 195                        | Yorben Lauryssen (BEL)       | 124è                       |
| 197                        | Michael Vanthourenhout (BEL) | 85è                        |

| BEAT Cycling Club BCY | BEAT Cycling Club BCY           | BEAT Cycling Club BCY |
| --------------------- | ------------------------------- | --------------------- |
| Núm                   | Ciclista                        | Pos                   |
| 201                   | Michiel Coppens (BEL)           | 118è                  |
| 202                   | Stijn Appel (NED)               | 113è                  |
| 203                   | Jochem Kerckhaert (NED)         | 106è                  |
| 204                   | Wessel Krul (NED)               | NP-3                  |
| 205                   | Lars Loohuis (NED)              | DNF-4                 |
| 206                   | Jeroen Van Krimpen (NED)        | 120è                  |
| 207                   | Daan van Sintmaartensdijk (NED) | DNF-4                 |

| Philippe Wagner-Bazin PWB | Philippe Wagner-Bazin PWB   | Philippe Wagner-Bazin PWB |
| ------------------------- | --------------------------- | ------------------------- |
| Núm                       | Ciclista                    | Pos                       |
| 211                       | Pierre Barbier (FRA)        | DNF-4                     |
| 212                       | Rudy Barbier (FRA)          | DNF-4                     |
| 213                       | Enrico Dhaeye (BEL)         | DNF-5                     |
| 214                       | Quentin Bezza (FRA)         | DNF-5                     |
| 215                       | Gwen Leclainche (FRA)       | 129è                      |
| 216                       | Tristan Scherpenbergh (BEL) | 136è                      |
| 217                       | Kasper Saver (BEL)          | 104è                      |

| Tarteletto-Isorex TIS | Tarteletto-Isorex TIS   | Tarteletto-Isorex TIS |
| --------------------- | ----------------------- | --------------------- |
| Núm                   | Ciclista                | Pos                   |
| 221                   | Robbe Claeys (BEL)      | 49è                   |
| 222                   | Maxime De Poorter (BEL) | DNF-3                 |
| 223                   | Timothy Dupont (BEL)    | DNF-4                 |
| 224                   | Gianni Marchand (BEL)   | 72è                   |
| 225                   | Thomas Joseph (BEL)     | 109è                  |
| 226                   | Jacob Relaes (BEL)      | 117è                  |
| 227                   | Mauro Verwilt (BEL)     | 91è                   |

| VolkerWessels Cycling Team VWT | VolkerWessels Cycling Team VWT | VolkerWessels Cycling Team VWT |
| ------------------------------ | ------------------------------ | ------------------------------ |
| Núm                            | Ciclista                       | Pos                            |
| 231                            | Finn Crockett (GBR)            | 100è                           |
| 232                            | Stijn Daemen (NED)             | 69è                            |
| 233                            | Sam Gademan (NED)              | 128è                           |
| 234                            | Jasper Haest (NED)             | 48è                            |
| 235                            | Max Kroonen (NED)              | 135è                           |
| 236                            | Jago Willems (BEL)             | 70è                            |
| 237                            | Thimo Willems (BEL)            | DNF-5                          |